# Francisco Vidal Gormaz
Francisco Vidal Gormaz (Santiago, 1 de julio de 1837-Valparaíso, 3 de marzo de 
1907) fue un marino, militar e hidrógrafo chileno. Sus padres fueron Francisco Vidal Gómez y Doña Margarita Gormaz Gutiérrez de Espejo.
Ingresó a la Escuela Militar, sección marinería, como cadete el 4 de mayo de 1851. Fue graduado cadete el 2 de marzo de 1852. El 21 de octubre de 1854 fue ascendido al grado de Guardiamarina de la Armada de Chile.
Realiza dos exploraciones hidrográficas al río Maullín, en el sur de Chile y en los canales del extremo sur. En 1860 se embarcó en la Corbeta Esmeralda y en 1861 en el bergantín "Meteoro". Fue nombrado en 1862 director de la Escuela Náutica de Ancud.
En 1867 exploró el río Valdivia durante dos años, publicando sus trabajos y recibiendo el 11 de enero de 1869 el grado de Capitán de Corbeta.
A fines de 1870 partió en la goleta Covadonga a realizar estudios hidrográficos a la zona de Maullín, Canal de Chacao y Seno de Reloncaví.tenía por ayudante al teniente Luis Uribe Orrego, reconociendo Calbuco, él partió a explorar el lago Llanquihue. De paso reunió ejemplares botánicos y zoológicos gracias a la ayuda del naturalista Carlos Julliet, quien lo acompañaba.
En 1874, siendo Capitán de Fragata Graduado fue nombrado el primer Director de la Oficina Hidrográfica de la Marina Nacional, organismo creado el 1.º de mayo de ese mismo año. Esta Oficina hoy corresponde al Servicio Hidrográfico y Oceanográfico de la Armada de Chile (SHOA).
"Don Francisco Vidal Gormaz fue un notable escritor, sus libros, folletos y artículos contribuyeron fundamentalmente a la divulgación de los conocimientos profesionales. Redactó códigos de señales, derroteros, reconocimientos, exploraciones, geografía náutica, estudios astronómicos y geológicos de la costa, que fueron recibidos en las bibliotecas nacionales y extranjeras como valioso material de consulta.
A lo largo de su carrera, el Comandante Vidal Gormaz lideró  51 comisiones hidrográficas, que lo han ubicado en un lugar prominente entre los oficiales de la Armada que han levantado nuestro extenso litoral, y le han dado el título de “Padre de la Hidrografía Nacional”.
Sus notables condiciones lo llevaron a participar en diversas instancias técnicas, tanto nacionales como internacionales. En octubre de 1884, representó a Chile en la Conferencia Internacional del Meridiano, celebrada en Washington D. C., para determinar un primer meridiano para uso internacional. La Conferencia se llevó a cabo a petición del presidente de EE. UU. Chester A. Arthur. El tema a discutir fue la elección de un meridiano para ser empleado como longitud cero común y como estándar de tiempo en todo el mundo. El resultado fue la selección del meridiano de Greenwich.
En 1888 formó parte de una comisión nombrada para informar sobre el plan general para la iluminación de las costas de Chile, proyecto formulado años atrás que incidía directamente como ayuda a la navegación.
En su cargo de Director, fue reemplazado en forma interina por el CF don Ramón Serrano Montaner, el año 1888 y, posteriormente, el año 1890, por el Capitán de Navío don Ramón Vidal Gormaz, su hermano.
En 1889, don Francisco Vidal Gormaz regresó como jefe de la comisión encargada de evaluar la mejor posición para ubicar los faros, de ayuda a la navegación, en diversos puntos del litoral chileno. El Comandante Vidal estudió el tramo de costa situado al norte de Valparaíso hasta el puerto de Arica, el informe entregado al Ministerio de Marina, comprende copias de los lugares y puertos explorados y levantados por la comisión."

## Obras
- Algunos naufrajios ocurridos en las Costas Chilenas desde su descubrimiento hasta nuestros días, Francisco Vidal Gormaz, 1901, Santiago de Chile :Imprenta Elzeviriana
- Esploracion del seno de Reloncaví lago de Llanquihue i rio Puelo. Practicada por orden del supremo gobierno bajo la dirección de Don Francisco Vidal Gormaz, 1872, Santiago de Chile, Imprenta nacional